# Métro léger de Singapour
Le métro léger de Singapour (en anglais : Singapore LRT) est un réseau de métro léger automatique desservant certaines zones de l'île de Singapour. Le réseau est composé de trois lignes indépendantes servant de lignes de rabattement vers les lignes de métro (MRT). La première ligne a été ouverte en 1999 et le système s'est depuis étendu, chaque ligne desservant un lotissement de logements sociaux, respectivement Bukit Panjang, Senkang et Punggol.
Toutes les lignes du LRT utilisent un matériel entièrement automatique à roulement sur pneumatique proche des lignes de transports hectométriques que l'on trouve dans de nombreux aéroports à travers le monde. Elles sont aériennes, en viaduc et en site propre intégral afin de limiter l'emprise au sol, à l'inverse de la plupart des métro légers qui comportent souvent des croisements à niveau avec la route.
Tout comme le MRT, le LRT est construit par la LTA (Land Transport Authority), avec des concessions d'exploitation accordées à SMRT Light Rail et SBS Transit.

## Histoire

### Conception
Le concept de lignes ferroviaires pouvant transporter les gens « de porte à porte » sans nécessiter l'usage de lignes de bus fut fortement favorisé par les urbanistes, surtout avec le développement des transports par rail à Singapour. Pour les tracés purement urbains, le LRT fut préféré au bus car les rames évoluent sur un parcours en hauteur, évitant ainsi les feux et les problèmes de circulation. Ainsi, les horaires des trains sont presque toujours respectés. Le système est également plus écologique car électrique, ce qui permet d'améliorer la qualité de l'air.[réf. nécessaire]

### Ouverture des lignes
Le Bukit Panjang LRT fut mis en service le 6 novembre 1999, la totalité des 14 stations ouvrant par la même occasion. La station Ten Mile Junction a été fermée du 10 décembre 2010 au 30 décembre 2011 pour des travaux de rééquipement, en raison de la fermeture puis du réaménagement de la grande surface éponyme, ce qui en fait la première station du MRT ou du LRT à avoir fermé après son ouverture.
Le Sengkang LRT fut ouvert en deux grandes étapes, la boucle est ayant ouvert en première le 18 janvier 2003, suivie de la majorité de la boucle ouest le 29 janvier 2005. La station Farmway sur la boucle ouest a par la suite ouvert ses portes le 15 novembre 2007. Le 1er janvier 2013, Cheng Lim fut ouverte au voyageurs et la boucle ouest finalement exploitée dans les deux sens. La dernière station de la ligne, Kupang fut mise en service le 27 juin 2015.
En ce qui concerne le Punggol LRT , la boucle est fut opérationnelle le même jour que la boucle ouest du Sengkang LRT, mais avec deux stations fermées. Oasis fut ouverte à l'exploitation le 15 juin 2007, les autorités estimant que suffisamment d'habitants avaient emménagé dans les lotissements à proximité de la station. Damai ouvrit le 20 juin 2011, suivie de la boucle ouest le 28 juin 2014 à 11 h 15 du matin, Nibong, Sumang et Soo Teck étant les premières stations à ouvrir sur ce tronçon. Sam Kee et Punggol Point ouvrirent respectivement le 29 février et le 29 décembre 2016.
Deux stations manquent encore actuellement afin d'achever la boucle ouest. SBS Transit a annoncé que Samudera ouvrirait en mars 2017, tandis que Teck Lee restera fermée jusqu'à que la zone autour ait été suffisamment développée.

## Améliorations
Le 31 octobre 2012, la LTA a annoncé que d'ici 2016, le Sengkang et le Punggol LRT seraient transformés en un système à deux voitures par train (contre une seule actuellement) pour 16 des 41 des trains existants, permettant de doubler le nombre de passagers à bord à chaque trajet. Chaque train peut actuellement prendre jusqu'à 105 passagers. Il est également nécessaire de modifier la signalisation et le système de communication en conséquence.[réf. nécessaire]
Le 22 décembre 2015, les trains à deux voitures entrèrent en service sur le Sengkang LRT, faisant ainsi monter la capacité à 204 personnes par trajet contre 105 dans une configuration à une voiture.
À partir de 2017, les rames à deux voitures sont également entrées en service sur le Punggol LRT.

## Infrastructure

### Réseau
| Ligne                                                                                             | Année d'ouverture | Terminus                | Terminus                | Stations | Longueur (km) | Dépôt             | Alimentation | Tracé |
| ------------------------------------------------------------------------------------------------- | ----------------- | ----------------------- | ----------------------- | -------- | ------------- | ----------------- | ------------ | ----- |
| Bukit Panjang LRT (SMRT Light Rail)                                                               | 1999              | Choa Chu Kang           | Ten Mile Junction       | 14       | 7,8           | Ten Mile Junction | 600 V CA     |       |
| Sengkang LRT (SBS Transit)                                                                        | 2003              | Sengkang (Boucle Est)   | Sengkang (Boucle Est)   | 6        | 10,7          | Sengkang          | 750 V CC     |       |
| Sengkang LRT (SBS Transit)                                                                        | 2005              | Sengkang (Boucle Ouest) | Sengkang (Boucle Ouest) | 9        | 10,7          | Sengkang          | 750 V CC     |       |
| Punggol LRT (SBS Transit)                                                                         | 2005              | Punggol (Boucle Est)    | Punggol (Boucle Est)    | 8        | 10,3          | Sengkang          | 750 V CC     |       |
| Punggol LRT (SBS Transit)                                                                         | 2014              | Punggol (Boucle Ouest)  | Punggol (Boucle Ouest)  | 6a       | 10,3          | Sengkang          | 750 V CC     |       |
| a – excepté Teck Lee et Samudera qui ne sont pas opérationnelles.                                 |                   |                         |                         |          |               |                   |              |       |
| Total:                                                                                            | Total:            | Total:                  | Total:                  | 41b      | 28.8          |                   |              |       |
| b – Les stations Sengkang et Punggol qui sont dédoublées sont comptées comme une station chacune. |                   |                         |                         |          |               |                   |              |       |

### Accessibilité
Depuis la construction du LRT dans les années 1990, des plans pour rendre les installations accessibles aux personnes à mobilité réduite ont été inclus lors de la planification des différentes phases. L'intégralité des 43 stations sont équipées avec de tels aménagements, c'est pourquoi il n'y aura pas de difficulté à prendre le LRT pour personne âgée ou handicapée. Ces installations pour les PMR incluent des ascenseurs, des rampes, des systèmes de guidage tactile et des sanitaires adaptés. À l'avenir toutes les nouvelles stations continueront à être aménagées ainsi.

### Lignes

#### Ligne de Bukit Panjang (Bukit Panjang LRT)
Le Bukit Panjang LRT (BPLRT) est une ligne de 7,8 km ouverte en 1999. Côté Est elle se termine par une boucle. La ligne est en correspondance avec le MRT aux stations Bukit Panjang et Choa Chu Kang. Une branche supplémentaire dessert Ten Mile Junction (et le site de maintenance).

#### Ligne de Sengkang (Sengkang LRT)
Le Sengkang LRT (SKLRT) est une ligne de 10,7 km qui a partiellement ouvert le 18 janvier 2003. Elle offre une correspondance avec la ligne Nord-Est du MRT à la station Sengkang. La boucle Est est composée de 5 stations, toutes opérationnelles, de Compassvalet à Ranggung tandis que la boucle Ouest comprend 8 stations de Cheng Lim à Renjong. Kupang est la dernière station sur le Sengkang LRT à être ouverte, le 27 juin 2015, l'achèvement de plusieurs nouveaux lotissement ayant permis d'ouvrir la station douze ans après sa construction.
Par comparaison, Cheng Lim a ouvert aux voyageurs le 1er janvier 2013 alors que Farmway a ouvert ses portes le 15 novembre 2007 et le reste des stations de la boucle Ouest le 29 janvier 2005.
Les deux boucles peuvent être exploitées comme des lignes indépendantes si nécessaire.
À noter qu'un raccordement la relie au Punggol LRT, afin que les trains de cette ligne accède au dépôt de Sengkang. Cependant il n'est pas utilisé en service commercial.

#### Ligne de Punggol (Punggol LRT)
Le Punggol LRT (PGLRT) (dont la première phase qui comprenait une ligne de 10,3 km et 15 stations) a ouvert ses portes le 29 janvier 2005 (la station Oasis ouvrit le 15 juin 2007 et Damai le 20 juin 2011). Quant à Nibong, Sumang et Soo Teck, elles ouvrirent le 29 juin 2014, le reste des stations n'étant pas ouvert car le quartier de Punggol n'en était alors qu'à la moitié de son développement. Sam Kee fut ouverte le 29 février 2016 et Punggol Point le 29 décembre 2016 quand les lotissements correspondants furent suffisamment développés. Samudera ouvrira en mars 2017 tandis que Teck Lee dépendra de l'avancement du développement de la zone qu'elle dessert.
La ligne est connectée à la ligne Nord-Est du MRT à la station Punggol. Tout comme pour le Sengkang LRT (auquel elle est reliée par une voie de service), les boucles peuvent être exploitées indépendamment.